# Alexander Shonert
Alexander Shonert (* 31. července 1972) je houslista, violista, hudební skladatel a pedagog židovského původu. Od roku 1999 žije a pracuje v Česku, má dvojí občanství. Jako houslový virtuos vystupuje po celé Evropě i v zámoří. Je autorem originální výukové metody založené na znalostech lidské psychologie a fyziologie a na práci s energií.

## Život
Narodil se v Irkutsku na Sibiři, kde se usadil jeho dědeček, povoláním historik, který jako Žid uprchl z Rakouska před 2. světovou válkou. Jeho matka byla klavíristka, otec, který později rodinu opustil byl rovněž klavírista a také skladatel. Na Novosibirské státní akademii vystudoval Shonert hru na housle u Alexeje Gvozděva (1991–96). Po absolutoriu  tam pokračoval ještě tři roky v postgraduálním studiu u Michaila A. Turiče a získal titul PhD. Souběžně byl v Novosibirsku vedoucím smyčcového oddělení na konzervatoři a instruktorem houslových tříd na gymnáziu hudební akademie pro nadané děti (1997–98) a učitelem houslové hry na tamní hudební akademii (1997–99) . Ve větším uplatnění mu bránilo ruské korupční prostředí, setkával se i s projevy antisemitismu, a když se rodina dostala do ekonomických potíží, společně s matkou v roce 1999 Rusko opustili a usadili se v Praze. I v Česku mu trvalo nějaký čas, než se dokázal plně prosadit. V roce 2010 získal jako ocenění své práce na uměleckém poli české občanství. Z rozvedeného manželství  má dva syny.

## Koncerty a pedagogická činnost
Alexander Shonert má osobitý interpretační styl. Vedle houslové klasiky vyniká i v improvizacích. Vystupuje jako sólista nejčastěji za klavírního doprovodu svojí matky Natalie, ale spolupracuje též s umělci  z odlišných žánrů. V roce 2009 reprezentoval A. Shonert Českou republiku v sídle Evropské komise v Bruselu, kde hrál v Prezidentském salonku pro komisaře EU. V roce 2014 vystoupil A. Shonert na dvouhodinovém koncertu v jednom z nejprestižnějších koncertních sálů ve Spojených státech v Národní galerii umění poblíž Bílého domu ve Washingtonu, kde mu plný sál poděkoval potleskem vestoje.                                                         
A. Shonert hraje nejen standardní houslovou klasiku, ale také provokativní, emocionálně bohaté, improvizované melodie v jedinečné interpretaci a současně má odvahu spolupracovat s umělci i z odlišných žánrů. Svým posluchačům nabízí přesah se zcela novými vjemy a zážitky. Jeho životní krédo zní: „Hra na housle je pouze prostředkem k dosažení duchovní dokonalosti. Je to filozofie a životní styl". Brilantní virtuozita, hluboká emocionalita a výrazná osobnost Alexandrova interpretačního stylu a okouzlující improvizace získaly uznání kritiky. Shonert nejen výstižně tlumočí zvukovou stránku díl/a, ale dává poznat i jeho duchovní rozměr. Svou hru charakterizoval sám slovy: „Do každého tónu se snažím vložit absolutní koncentraci a energii. Svoji duši“. a také “já se můžu pohybovat v různých stylech, od klasiky po jazz nebo folk. Nemám problém se žádným hudebním žánrem. Ale kdybych měl charakterizovat svůj hudební styl, řekl bych, že mým stylem je pohyb. To, čím se vyjadřuji nejlépe, je improvizace“. Shonert improvizuje na volná témata, na folklorní motivy, zejména židovské, romské, ruské i české, na zadaná témata, poezii či obrazy aj. Pozoruhodné jsou úpravy  písní a árií s klavírním, někdy též varhanním doprovodem jeho matky Natalie, s níž a s pěvkyní Janou Ryklovou tvoří Trio di Praga. Vystupoval též s Jiřím Stivínem, Štěpánem Rakem, Idou Kelarovou, s Jiřím Pavlicou a jeho souborem Hradišťan, se Sukovým komorním orchestrem, s Virtuosi pragenses, či Brněnským komorním orchestrem, s herci Mariánem Labudou, Radovanem Lukavským, Taťjanou Medveckou, Alfredem Strejčkem, Lilian Malkinou, Alenou Vránovou, ve Španělské synagoze s jejím duchovním Peterem Györym... Židovská národnost vedla Shonerta  k prezentaci židovské hudby při koncertech i bohoslužbách a k vlastní tvorbě v jejím duchu. S klavíristou Alexandrem Christianovem otvírá  zvláštní svět židovských a jazzových instrumentálních kompozic, odhalujících mystickou stranu dvou hudebních stylů. Do starobylé židovské hudební kultury se zde prolíná ohnivý rytmus klezmerský, smyslnost tradičních židovských melodií i volná a vznosná improvizace, nejen jazzová. Jazzovou klasiku (Gershwin, Coltrane, Elington atd.) i jazzová aranžmá hraje v The Shonert Group se saxofonistou, klavíristou Christianovem a perkusionistkou Markétou Mazourovou s tanečním projevem Adély Srncové. Shonert  hraje na housle od pražského malostranského houslaře Petra Zdražila.
Složil hudbu k několika dokumentárním filmům, ale tvorbě samostatných skladeb, zapisovaných notovými záznamy, se Shonert věnuje jen okrajově.
Na CD nahrál již v roce 2001 za spolupráce pěvkyně Věry Nerušilové židovské písně, dále dvě CD za klavírní spolupráce své matky Natalie, obsahujících celkem 29 nevelkých skladeb v duchu tradiční židovské hudby nebo v takovém stylu upravených včetně svých vlastních. Na další CD nahrál Shonert s Markétou Procházkovou u klavíru  improvizace na obrazy Alexandra Oniščenka, další nahrávky pořídil s pěvkyni Kateřinou Tlustou, komorním orchestrem Virtuosi Pragenses, Sukovým komorním orchestrem atd.
V letech 2008–2023 o něm Česká televize natočila a odvysílala čtyři dokumenty: ČT 2 „Babylon“2008; „ Životní pouť houslového génia“ / ČT 1 2011 ;“Z metropole“ / ČT 2 Babylon; 2021  „Kde žiji a proč“ / ČT 1 , 2023 „13. komnata Alexandra Shonerta“. Ke Shonertovým nejoblíbenějším skladatelům patří Bach a Čajkovskij. Z moderních skladatelů jsou jeho oblíbenci především Šostakovič, Šnitke a v Praze žijící Vjačeslav Grochovskij.  Velkou pozornost věnuje Shonert tradiční židovské hudbě. Hlavní směry jeho zájmů naznačuje i udělení Evropské ceny Gustava Mahlera (2001) a ceny Zlatá chanuka (Zolotaja chanukija) na Světovém kongresu rusky mluvících Židů 2003)
Snahou Shonertovy pedagogické práce je dosáhnout virtuozní vysoce emocionální hrou duchovní dokonalosti. Při výuce hry na housle uplatňuje prvky jógy. Své žáky nejprve učí s pomocí technik z tai-či uvolnit psychiku a poté i tělo. Používá vlastní výukovou metodu "Shonert technique", kterou vyučuje na seminářích a mistrovských kurzech po celé Evropě i v USA, ale také na online lekcích. Vzdělání ve hře na housle podle jeho metody poskytuje též The Shonert Academy, kterou založil.
Je autorem knih Advanced Violin Technique Vol. I (Pokročilé houslové techniky) a How to Master Firm Staccato Up and Down in 3 Lessons. (Jak zvládnout řadové staccato smyky nahoru a dolů ve třech lekcích).

## Hudební dílo (výběr)
Skladby pro housle a klavír
- Jewish Dance / Židovský tanec
- Dance in the Desert / Tanec v poušti
- Ruth
- Abraham and Abdula / Abraham a Abdula
- Klezmerka
- Fantasy Inspired the Sephardiic Melody “Noches Noches“ / Fantazie inspirovaná sefardskou melodií “Noches Noches“
- Vivat Karel
- Tanec divokých včel
- The Wind / Vítr, původně pro housle sólo
- Dance at  the Miror / Tanec u zrcadla
- Wailing wall / Zeď nářků
- Fantasy, dedicated to Franz Kafka / Fantazie, věnovaná Franzovi Kafkovi